# Duergar
Les duergars (étymologie : peut-être lié à dvergar, en norvégien Nynorsk), sont des nains à la peau sombre de la mythologie nordique et du folklore du nord de l'Angleterre.
Ils sont décrits comme des êtres trapus et costauds, dont la taille ne dépasse pas le genou d'un homme normal.
On dit d'eux qu'ils exercent le double métier de mineurs et de forgerons, et qu'ils portent la plupart du temps des pantalons et des chaussures de moleskine, un manteau en peau de mouton, et un chapeau en mousse.
Walter Scott prétendait qu'ils avaient des talents de météorologues.
Le pasteur luthérien Einard Gumund leur prêtait une âme capable de raison, des sentiments semblables à ceux des humains, et une forte tendance au commerce amoureux avec ces derniers.
Mais la majorité des témoignages semblent contredire cette version.

## Des exemples de duergars

### Donjons et Dragons
Les Duergars sont apparus en 1985 dans l'ouvrage Unearthed Arcana, où ils sont surnommés « nains gris » (gray dwarves). Ce sont également des créatures des Royaumes oubliés, décor de campagne du jeu de rôle Donjons et Dragons.

#### Description
Les Duergars (aussi appelés nains gris) sont des nains à la peau grisâtre et aux cheveux clairs. Ils s'habillent généralement de vêtements dont la couleur se confond avec celle de la pierre. Ils ont la capacité de devenir invisibles.

#### Habitat
Leur habitat de prédilection est l'Outreterre (également appelée Ombreterre). Ils aiment les endroits sombres comme les cavernes, en Angleterre .

#### Comportement
Les Duergars sont généralement d'alignement loyal mauvais. Comme la plupart des créatures de l'Outreterre ils sont hostiles à celles de la surface.
Comme les nains et les elfes, les Duergars et les Drows (elfes noirs) entretiennent une grande rivalité. Entre eux, les périodes d'alliance alternent avec les périodes de guerre sans merci.

### Autres
- L'Homme brun des Muirs était un duergar habitant aux environs des frontières d'Écosse, très bon avec les bêtes sauvages dont il était le gardien, mais hostile aux humains.
- F. Grice cite le témoignage d'un homme perdu dans les collines du Northumberland qui, à la nuit tombée, rencontra un duergar machiavélique qui s'assit à ses côtés près du feu et jeta l'une des bûches au loin, d'un air de défi. Heureusement, l'homme n'osa pas aller la récupérer, et, au matin, quand le duergar eut disparu, il constata qu'elle se trouvait au bord d'un gouffre et qu'il serait sûrement tombé s'il avait essayé de la prendre[4].

## Sources
1. 1 2  Encyclopédie du Merveilleux, Tome 1 : Des Peuples de la Lumière  par Édouard Brasey, Ed. Le Pré aux Clercs (2005)
2. ↑  Histoire de la démonologie et de la Sorcellerie par Walter Scott
3. ↑  (en) Gary Gygax, Unearthed Arcana, TSR, 1985, 128 p. (ISBN 0-88038-084-5)
4. ↑  Folk-Tales of the North Country par F. Grice, ed. Nelson (1944)